# Propoziție gramaticală
Propoziția este, în gramatică, cea mai mică unitate sintactică ce poate apărea de sine stătătoare în anumite condiții, adică poate constitui singură o comunicare. Se identifică practic prin prezența unui singur predicat. Acesta este exprimat de obicei printr-un verb la un mod personal, dar în mod excepțional, printr-un verb la un mod nepersonal, un nume predicativ, o interjecție predicativă sau o intonație predicativă (într-o propoziție nominală redusă la subiect). Propoziția poate fi constituită din două sau mai multe cuvinte, dar și dintr-un singur cuvânt. Exemple:
El locuiește în București;
A se scutura înainte de întrebuințare;
Vorba lungă sărăcia omului;
Adevărat;
Da;
Iarnă grea;
Iarnă;
El, după ea.
Din punct de vedere semantic și logic, o propoziție este enunțarea unei judecăți. Se caracterizează prin conținut de cunoaștere (rezultatul constatărilor vorbitorului în legătură cu realitatea) sau prin conținut afectiv-volițional (atitudinea vorbitorului față de realitate).

## Tipuri de propoziții
Propozițiile pot fi clasificate după mai multe criterii. O serie de criterii se referă la propozițiile considerate în sine, iar un citeriu aparte este statutul propozițiilor una față de alta într-un context verbal sau situațional. O propoziție dată poate corespunde mai multora dintre diferitele criterii.

### Tipuri de propoziții considerate în sine
Dacă se consideră propozițiile în sine, ele pot fi clasificate după scopul comunicării, după afectivitate, după conținutul exprimat, după polaritate (pozitivă sau negativă) și după structură.

#### După scopul comunicării
După acest criteriu, propozițiile sunt enunțiative (care dau o informație, de exemplu El locuiește în București) și interogative (care cer o informație).

##### Propoziția interogativă
Acest tip de propoziție, care formulează o întrebare, se subîmparte în mai multe tipuri.
Din punctul de vedere al autonomiei sintactice, interogativa poate fi directă, atunci când este independentă ca statut (ex. Vii mâine?, Când vii?) sau indirectă, când are statut de subordonată: Te-am întrebat dacă vii mâine. Numai prima se distinge în scris prin semnul întrebării.
După faptul că întrebarea așteaptă o confirmare sau o infirmare prin da, respectiv nu, ori se referă la o parte de propoziție alta decât predicatul, interogativa este totală (Vii mâine?) sau parțială: Când vii? Aceasta din urmă începe cu un cuvânt interogativ corespunzător părții de propoziție vizate.
După cum se așteaptă sau nu un răspuns la ea, interogativa poate fi propriu-zisă sau veritabilă (corespunzătoare definiției interogativei), respectiv retorică sau falsă: Nu ți-am spus eu?
În unele limbi, propoziția interogativă se caracterizează prin construcții specifice și/sau cuvinte specifice nu numai diferitelor interogative parțiale, ci și celei totale. Astfel, în limba franceză, de exemplu, aceeași întrebare directă poate fi construită în una, două, trei, patru sau cinci feluri, în funcție de caracterul ei total sau parțial, de partea de propoziție vizată, de unele caracteristici ale acesteia, de întrebarea concretă. Construcțiile diferă numai prin registrul de limbă în care se folosesc. Exemplu pentru întrebarea corespunzătoare lui „Unde locuiește (el)?”, cu procedeele prin care se realizează în raport cu propoziția enunțiativă corespunzătoare:
- Où il habite ? – intonație specifică – registrul curent și familiar;
- Où est-ce qu’il habite ? – intonație specifică + formula interogativă est-ce que – registrele curent și elevat;
- Où habite-t-il ? – intonație specifică + inversarea locurilor subiectului și predicatului – registrul elevat;
- Il habite où ? – intonație specifică + cuvântul interogativ la sfârșit – registrul familiar;
- Où qu’il habite ? – intonație specifică + est-ce que redus la que – registrul popular.

În limba sârbă, de exemplu, întrebarea totală directă conține obligatoriu o particulă interogativă, li sau da li: Spavaju li deca? sau Da li deca spavaju? (ambele însemnând „Dorm copiii?”).

#### După afectivitate
Acest criteriu se referă la atitudinea vorbitorului față de ceea ce exprimă. Astfel, propoziția poate fi neafectivă sau neexclamativă (care nu lasă să se vadă starea de spirit a vorbitorului), ori afectivă sau exclamativă.

##### Propoziția exclamativă
Acest tip de propoziție poate exprima admirație, plăcere, surprindere, indignare, regret etc., distingându-se în vorbire prin intonație specifică, iar în scris prin punctuație (semnul exclamării). A se compara:
- El știe tot – propoziție enunțiativă neexclamativă;
- El știe tot! – propoziție enunțiativă exclamativă, exprimând admirație, spaimă sau ironie.

Propoziția exclamativă poate fi marcată și prin cuvinte specifice: ce interogativ cu valoare adjectivală sau adverbială, adverbul mai (Ce am mai râs!). În unele gramatici, astfel de cuvinte sunt cuprinse în clasa gramaticală numită a particulelor. Exemplu din limba sârbă: Ala je lepa ova bašta! „Ce frumoasă e grădina asta!”.

#### După conținut
Acest criteriu cuprinde și modalitatea, adică felul cum consideră vorbitorul acțiunea. Conținutul și modalitatea se redau mai ales prin modul verbal al predicatului, care poate fi diferit de la o limbă la alta. Astfel există următoarele tipuri de propoziții:
Propoziția reală, numită și asertivă, expozitivă sau narativă, prezintă acțiunea sau starea ca reală, modul predicatului fiind indicativul. Poate fi enunțiativă (Sunt bucuros) sau interogativă: Vii?
Propoziția optativă exprimă o dorință, având predicatul de obicei la condițional-optativ: Aș mânca o înghețată (enunțiativă), Ai mânca o înghețată? (interogativă).
Propoziția potențială exprimă posibilitatea unei acțiuni sau stări realizabile în prezent sau în viitor, ireale în trecut. Modul predicatului enunțiativei potențiale este condițional-optativul (N-aș crede așa ceva), indicativul la imperfect (Mai bine plecam atunci) sau conjunctivul (N-am pe nimeni care să mă ajute). Exemple de interogative potențiale: Ai crede așa ceva?, Ce să fac?
Propoziția dubitativă exprimă o îndoială, o nehotărâre, o nesiguranță, o ezitare sau o bănuială, și se construiește de regulă cu modul prezumtiv (în română) sau conjunctiv: Va fi știind ceva, Să fi fost prin 1940 (enunțiative), Unde or fi plecat?, Cine să fie? (interogative).
Propoziția imperativă este o enunțiativă care exprimă un ordin, un îndemn, un sfat, o rugăminte, o recomandare. Predicatul ei este mai ales la imperativ (Du-te imediat acolo!), dar poate fi și la conjunctiv prezent (Să pleci de aici!), la indicativ viitor (Te vei duce / Ai să te duci imediat!), la infinitiv prezent (A se scutura înainte de întrebuințare), la supin (De evitat apropierea de o sursă de căldură).

#### După polaritate (pozitivă sau negativă)
Propoziția pozitivă nu are nevoie să se distingă prin vreo marcă specifică, dar există asemenea mărci, mai ales în propoziții neanalizabile, monomembre sau fragmentare (vezi mai jos secțiunea După structură), frecvente în dialoguri. Astfel sunt cuvintele și locuțiunile da, ba da, exact, firește, întocmai, negreșit, de bună seamă, fără îndoială, categoric, absolut, corect etc.

##### Propoziția negativă
Propoziția negativă se distinge prin negarea predicatului, în limba română cel mai adesea cu cuvântul negativ nu, acesta având varianta fonetică n- înaintea unui cuvânt cu inițială vocalică. Nu este o negație suficientă, adică nu mai este nevoie de alt cuvânt pentru a realiza propoziția negativă. Locuțiunea conjuncțională fără să este o pseudonegație suficientă. Folosibile facultativ în aceeași propoziție cu o negație sau o pseudonegație suficientă, mai sunt și cuvinte negative auxiliare, dar insuficiente singure. Acestea sunt pronumele negative (nimeni, nimic, niciunul, niciuna), adjectivul pronominal negativ (niciun, nicio) și adverbele negative (nici, nicicând, niciodată, niciunde, nicăieri, nicicum, deloc, nicidecum). Acestea devin negații suficiente în unele situații. Exemple de propoziții negative:
- El nu vine – cu un singur cuvânt negativ suficient;
- Nu vine nimeni – cu un cuvânt negativ suficient și unul auxiliar (negație dublă);
- fără să priceapă – cu pseudonegație;
- fără să mă gândesc deloc – cu pseudonegație și cuvânt negativ auxiliar;
- – Cine vine? – Nimeni. – cu negație auxiliară devenită suficientă în propoziție fragmentară;
- Cartea – nicăieri – cu negație auxiliară devenită suficientă în propoziție nominală.

Negația dublă este de regulă în limba franceză standard, de exemplu, în care și în propoziția negativă corespunzătoare în română celei cu un singur cuvânt negativ suficient trebuie să fie prezentă negația auxiliară pas: Il ne vient pas „El nu vine”.
O propoziție formal negativă poate fi pozitivă prin înțeles, de exemplu o propoziție interogativă totală. Astfel, Nu vii mâine? înseamnă de fapt Vii mâine? Invers, o propoziție formal pozitivă poate avea înțeles negativ, bunăoară o întrebare retorică precum Cine ar fi crezut așa ceva?, sau una enunțiativă exclamativă ca Tu mai lipseai de acolo!

#### După structură
După acest criteriu, propozițiile sunt analizabile sau neanalizabile.

##### Propoziții analizabile
Propozițiile analizabile au o structură internă în care se identifică funcțiile sintactice ale componentelor lor. Ele pot fi clasificate după mai multe criterii.
După natura părților de propoziție pe care le au, sunt propoziții simple și dezvoltate:
- Propoziția simplă are numai părți principale de propoziție, adică subiect și predicat, sau numai predicat, sau numai subiect: Vine vacanța; Plouă; Toamnă.
- Propoziția dezvoltată are și cel puțin o parte secundară de propoziție (atribut, complement etc.).

După numărul părților principale de propoziție există propoziții bimembre și monomembre:
- Propoziția bimembră are predicat și subiect (exprimat prin cuvânt aparte sau inclus în predicat prin desinență): Vine trenul; Circulă zilnic?.
- Propoziția monomembră are o singură parte principală: predicat (Plouă; Plouă zilnic) sau subiect (Toamnă; Toamnă târzie).

După cum conțin sau nu toate componentele unei construcții gramaticale explicite, există propoziții complete și incomplete:
- Propoziția completă are toate părțile de propoziție necesare pentru organizarea internă a comunicării respective: Mama a venit ieri.
- Propoziția incompletă se reduce la părțile de propoziție principale sau secundare considerate esențiale în situația dată, părțile absente fiind mai mult sau mai puțin ușor de dedus. O asemenea propoziție poate fi, la rândul ei, fragmentară sau eliptică:
  - În propoziția fragmentară, părțile absente se subînțeleg din contextul verbal sau din situațional. Este curentă în dialoguri: – Cine a venit? – Mama. (se subînțelege ușor A venit).
  - În propoziția eliptică, părțile absente se reconstituie mai greu și aproximativ, din cauza insuficienței contextului: Noi atunci – după el (se poate subînțelege ne-am luat, am pornit, am fugit etc.).

Propozițiile mai pot fi clasificate și în verbale și nominale după alcătuirea predicatului:
- Propoziția verbală are predicat verbal sau nominal exprimat: Trenul nostru a plecat; El este inginer.
- Propoziția nominală are predicat nominal, lipsind verbul copulativ. Unele propoziții nominale sunt în variație liberă cu corespondentele lor verbale (Bine că ai venit / E bine că ai venit), altele sunt consacrate ca nominale, neavând corespondente verbale: Ferice de tine!

##### Propoziții neanalizabile
În propozițiile neanalizabile, frecvente în dialoguri, nu se poate distinge o organizare internă. Sunt date de părți de vorbire neflexibile și de forme de vocativ ale unor părți de vorbire flexibile.
Și propozițiile neanalizabile pot fi incluse în tipuri definite după unele criterii de mai sus. Propoziții neexclamative enunțiative, pozitive sau negative sunt răspunsurile date de cuvintele de afirmație și negație absolută Da; Nu; Ba da. Primul poate fi interogativ (Da?). Propoziții exclamative sunt date de interjecții și substantive la vocativ: Ah!; Mamă!.
Din punctul de vedere al statutului față de alte propoziții (vezi mai pe larg despre acesta secțiunea următoare), propozițiile neanalizabile pot fi independente (exemplele din paragraful anterior), coordonate (Vine sau ba?) sau subordonate (Sigur că da).

### Tipuri de propoziții după statutul față de alte propoziții
După statutul lor față de alte propoziții folosite în același context verbal sau situațional, propozițiile pot fi în primul rând independente sau făcând parte dintr-o frază.

#### Propoziție principală
O propoziție principală poate fi independentă dacă nu face parte dintr-o frază și constituie singură o comunicare. Are ca mărci în scris inițiala majusculă și punctul, semnul întrebării sau semnul exclamării la sfârșit: Mă duc la școală.; Unde te duci?; Ce bine îmi pare!.
În cadrul unei fraze pot fi două sau mai multe propoziții principale coordonate între ele, sau o propoziție principală și una sau mai multe propoziții subordonate acesteia. În acest caz, propoziția principală este regentă, numită și supraordonată.

#### Propoziție incidentă
Propoziția incidentă face parte dintr-o propoziție independentă sau o frază, dar nu este legată sintactic de ea. Reprezintă o comunicare marginală, vorbitorul respectiv este diferit de cel al restului (de exemplu povestitorul față de un personaj), sau este același, introducând un element de adresare, de atitudine, de explicație etc. Exemple:
Întâmplarea sau – dacă vrei – norocul m-a adus aici;
Ți-am adus ziarul, zise el, ca să citești și tu;
E bolnav de două zile (cel puțin așa declară familia) și nu poate veni.
Propozițiile incidente sunt marcate în vorbire prin pauze și schimbarea intonației, iar în scris prin linii de pauză, virgule sau paranteze.

#### Propoziții coordonate
Două propoziții coordonate au același statut una față de cealaltă, adică amândouă sunt sau principale sau subordonate față de altă propoziție sau alte propoziții. Coordonarea se exprimă prin joncțiune cu ajutorul unui cuvânt sau al unei locuțiuni, care este cel mai frecvent o conjuncție, respectiv o locuțiune conjuncțională, ori prin juxtapunere, adică nemijlocit, fără un asemenea cuvânt sau locuțiune. În scris, aceasta este marcată prin virgulă. În ambele cazuri intervine și intonația. De obicei, propozițiile coordonate între ele fac parte din aceeași frază, dar coordonarea poate fi și contextuală: De la terminarea școlii au trecut mulți ani […] ocaziile de întâlnire au fost rare și niciodată n-au fost prezenți toți colegii. Dar distanța în timp și în spațiu n-a dus la uitare.
Propozițiile coordonate sunt de mai multe feluri:
- Propozițiile copulative exprimă acțiuni simultane sau succesive prezentate ca unite (asociate, atașate, enumerate) sau paralele. Sunt legate prin juxtapunere sau prin conjuncții ca și, nici, iar, nu numai…, ci (și), nu numai că… dar și, atât…, cât etc. Exemplu: Copilul e cuminte, învață bine și scrie poezii.
- Propozițiile disjunctive exprimă acțiuni prezentate ca excluzându-se într-o selecție. Coordonarea lor se realizează prin conjuncțiile sau, ori, fie…, fie, juxtapunerea fiind limitată la situația când propozițiile disjunctive sunt mai mult de două. Exemple:

Refuzi, accepți sau te mai gândești?;
Tace fie pentru că e prost, fie pentru că e prefăcut.
- Propozițiile alternative exprimă acțiuni prezentate ca alternând sau ca opțiuni succesive. Se leagă între ele prin aceleași conjuncții ca cele disjunctive, sau prin adverbe perechi precum aci…, aci, acum…, acum, ba…, ba, când…, când. Juxtapunerea este limitată la mai mult de două propoziții și la propoziții subordonate coordonate între ele alternativ. Exemple:

Duminica se plimbă, citesc sau merg la teatru;
Ba râde, ba plânge;
Vrei, nu vrei, o să vii.
- Propozițiile adversative exprimă acțiuni prezentate ca opuse, fiind de regulă legate între ele prin conjuncții ca dar, însă, ci, numai că. Juxtapunerea este rară, folosită mai ales când una din propoziții este negativă. Exemple:

Nu scrie, ci dictează;
N-a telefonat, a scris;
I-am spus că are talent, numai că nu muncește destul.
- Propoziția conclusivă exprimă o acțiune prezentată drept concluzie a termenului coordonat, totdeauna anterior. Se leagă de acesta prin conjuncția și, prin elemente la limita dintre conjuncții și adverbe precum deci, așadar, ca atare, de aceea, prin urmare, vasăzică, și prin unele din acestea asociate cu și (și deci, și de aceea). Uneori se folosește și juxtapunerea. Exemple:

Am promis, deci vin;
Am promis, și mă simt dator;
Ești major, descurcă-te singur!.

#### Propoziții subordonate
O propoziție subordonată, numită și secundară sau dependentă, depinde, de regulă, de o propoziție regentă sau de un anumit cuvânt din aceasta, determinându-l(e). Uneori este subordonată față de două sau mai multe regente coordonate între ele. Exemple:
- S-a vindecat greu, pentru că n-a avut îngrijirea adecvată – subordonată a unei propoziții regente întregi;
- Scrisoarea pe care am primit-o m-a alarmat – subordonată a unui cuvânt din regentă (scrisoarea);
- Doresc și pretind să-mi răspunzi – subordonată cu două regente.

Subordonatele îndeplinesc, sub formă de propoziție, funcția unor părți de propoziție ale regentei, fiind identificate și denumite după această funcție. Între două tipuri de subordonate și părțile de propoziție corespunzătoare există totuși deosebiri:
1. Propoziția predicativă și cea subiectivă sunt propoziții secundare, deși predicatul și subiectul sunt părți principale de propoziție.
2. Propoziția predicativă nu corespunde predicatului în general, ci numai numelui predicativ.

Dacă într-o gramatică precum Avram 1997 se consideră că un verb la un mod nepersonal poate fi predicat numai într-o propoziție principală, în unele gramatici se consideră că acest lucru este posibil și în secundare. Astfel, în gramaticile franceze se tratează așa-numitele „propoziții infinitivale”. Unele le consideră propoziții pe acelea în care infinitivul are propriul său subiect, diferit de cel al verbului regent (J’entends le chien aboyer „Aud câinele lătrând”), altele includ aici și infinitivele fără subiect propriu: Après avoir obtenu son bac, elle a passé un an en Inde „După ce a reușit la bacalaureat, a petrecut un an în India”.
Clasificarea subordonatelor se face de obicei conform corespondenței dintre subordonate și părțile de propoziție, în primul rând în două clase: subordonate circumstanțiale și subordonate necircumstanțiale.
Subordonate necircumstanțiale sunt:
- propoziția subiectivă;
- propoziția predicativă;
- propoziția predicativă suplimentară;
- propoziția atributivă;
- propoziția completivă directă;
- propoziția completivă indirectă;
- propoziția completivă de agent.

Subordonate circumstanțiale sunt următoarele:
- propoziția circumstanțială de loc;
- propoziția circumstanțială de timp;
- propoziția circumstanțială de cauză;
- propoziția circumstanțială de scop;
- propoziția circumstanțială de mod;
- propoziția circumstanțială consecutivă;
- propoziția circumstanțială instrumentală;
- propoziția circumstanțială de sociativă;
- propoziția circumstanțială de relație;
- propoziția circumstanțială condițională;
- propoziția circumstanțială concesivă;
- propoziția circumstanțială opozițională;
- propoziția circumstanțială cumulativă;
- propoziția circumstanțială de excepție.